# Одровонж, Яцек
Яцек Одровонж, Гиацинт Одровонж, святой Гиацинт, Иакинф Одровонж (пол. Jacek Odrowąż; около 1185[…], Камень-Шлёнский, Опольское воеводство — 15 августа 1257, Краков) — католический миссионер, доминиканский монах, канонизированный католической церковью.

## Биография
Потомок древнего рода, переселившегося в Польшу из Моравии при нашествии мадьяр. Учился в Праге и Болонье и, получив степень доктора utruisque juris, поступил в число каноников при краковской кафедре, которую занимал тогда известный хронист Викентий Кадлубек. В 1218 году Одровонж отправился в Рим, где, под влиянием Доминика, поступил в основанный им орден и был назначен начальником небольшой миссионерской общины, отправлявшейся в Польшу. Ревностно отдавшись миссионерским подвигам, Одровонж вскоре снискал славу чудотворца. Когда в 1228 году из Польши была образована особая орденская провинция, Одровонж был назначен провинциалом, но отказался от этого звания.
Следующая половина жизни и деятельности Одровонжа в доминиканских сказаниях обильно украшена благочестивыми вымыслами: так, о путешествии Одровонжа на Русь повествуется, что он во время четырёхлетнего пребывания в Киеве успел обратить в католичество великое число клириков и мирян, воздвиг костёл в честь Девы Марии и доминиканский конвент и пользовался расположением и милостями великого князя Киевского Владимира Рюриковича. Не подлежит сомнению, что в 1228—1233 годах в Киеве была миссионерская община, с Одровонжем во главе, но, по свидетельству Длугоша и Кромера, князь Владимир Рюрикович запретил Одровонжу дальнейшую проповедь и даже велел ему оставить Киев.

## Почитание
В преувеличенном также виде изображаются и размеры второго путешествия Одровонжа по Азии и Востоку, в котором он будто бы захватил Китай, Кавказ и Малую Азию. Длугош приписывает Одровонжу основание пяти доминиканских монастырей. Авторы житий исчисляют, что он прошёл 28 тысяч вёрст пешком. Канонизован в 1594 году.
Древнейшее по времени житие Одровонжа, написанное Станиславом краковским (XIV век), издано с очень хорошими научными примечаниями в IV т. «Monum. hist. Pol.» („De vita et miraculis S. Iacchonis Hyacinthi ord. fr. praedic.“); тут же и любопытная история канонизации Одровонжа. Разбор доминиканских сказаний об Одровонже см. в статье Ивана Малышевского: «Доминиканец Яцек Одровонжа, мнимый апостол земли русской» («Труды Киевской Духовной Академии», 1867, т. 4, 6 и 8). Николай Гусовский написал панегирик о жизни и деяниях Гиацинта „De vita et gestis Divi Hyacinthi“.